# Mashrou' Leila
Mashrou' Leila (arabe : مشروع ليلى prononcé en arabe libanais : [mæʃˈɾuʕ ˈlɛjla] ; qui signifie « projet Leila » ou « projet d'une nuit ») est un groupe de rock alternatif libanais. Ce groupe s'est formé à Beyrouth, au Liban, en 2008, dans un atelier de musique à l'Université américaine de Beyrouth. Le groupe a sorti quatre albums en studio, et a provoqué de nombreuses controverses en raison de leurs paroles et des thèmes satiriques de leurs morceaux. Il est très médiatisé au Moyen-Orient et connu en Europe et en Amérique.

## Histoire
Le groupe s'est formé en 2008 à l'Université américaine de Beyrouth, au sein du département Architecture & design. L'année suivante, il sort son premier disque, homonyme, qui est très vite un succès, « parce que nous étions les seuls à chanter en arabe et à composer notre répertoire » affirme le chanteur et auteur des textes Hamed Sinno.
Le groupe s'est, depuis, produit également en dehors du Liban, notamment en Tunisie et dans les pays du Golfe. Il a joué au Canada et son troisième album est enregistré à Montréal. À l'automne 2014, il est en tournée en Europe, avec notamment, le 4 octobre, un concert en Suisse, à Epalinges, au 1066 Festival, avec, dans la même soirée, le trompettiste Ibrahim Maalouf et la chanteuse Yasmine Hamdan, autres artistes libanais.
Le 11 septembre 2022, Hamed Sinno, leader du groupe Mashrou'Leila, annonce sa séparation car le groupe était très stressé, recevant plusieurs centaines de menaces de mort par jour et plusieurs concerts furent annulés pour divers motifs dans différents pays arabes.

## Thèmes
Dans les thèmes abordés figure l'aspiration aux libertés individuelles, au cœur également des événements du printemps arabe et des revendications de la jeunesse. Les textes sont souvent satiriques sur la société libanaise et la vie à Beyrouth.  Le clip vidéo de la chanson Fasateen (robes) montre les membres du groupe déconstruire les  symboles nuptiaux.
La presse occidentale a surtout retenu un autre thème, abordé dans trois chansons, l'homosexualité,, mais le groupe ne souhaite pas que ses créations soient réduites à ce seul sujet. 

## Discographie

### Studio albums
Toutes les chansons sont écrites et composées par Mashrou' Leila.
| Mashrou' Leila (2009) | Mashrou' Leila (2009) | Mashrou' Leila (2009) | Mashrou' Leila (2009) | Mashrou' Leila (2009) | Mashrou' Leila (2009) | Mashrou' Leila (2009) | Mashrou' Leila (2009) | Mashrou' Leila (2009) | Mashrou' Leila (2009) |
| No                    | Titre                 | Durée                 |                       |                       |                       |                       |                       |                       |                       |
| --------------------- | --------------------- | --------------------- | --------------------- | --------------------- | --------------------- | --------------------- | --------------------- | --------------------- | --------------------- |
| 1.                    | Fasateen              | 3:03                  |                       |                       |                       |                       |                       |                       |                       |
| 2.                    | Obwa                  | 3:30                  |                       |                       |                       |                       |                       |                       |                       |
| 3.                    | Min el Taboor         | 3:28                  |                       |                       |                       |                       |                       |                       |                       |
| 4.                    | 'Al Hajiz             | 3:32                  |                       |                       |                       |                       |                       |                       |                       |
| 5.                    | Shim el Yasmine       | 5:10                  |                       |                       |                       |                       |                       |                       |                       |
| 6.                    | Im-Bim-Billilah       | 2:32                  |                       |                       |                       |                       |                       |                       |                       |
| 7.                    | Latlit                | 3:06                  |                       |                       |                       |                       |                       |                       |                       |
| 8.                    | Khaleeha Zikra        | 4:18                  |                       |                       |                       |                       |                       |                       |                       |
| 9.                    | Raksit Leila          | 8:43                  |                       |                       |                       |                       |                       |                       |                       |
| 38:09                 |                       |                       |                       |                       |                       |                       |                       |                       |                       |

| El Hal Romancy (2011) | El Hal Romancy (2011) | El Hal Romancy (2011) | El Hal Romancy (2011) | El Hal Romancy (2011) | El Hal Romancy (2011) | El Hal Romancy (2011) | El Hal Romancy (2011) | El Hal Romancy (2011) | El Hal Romancy (2011) |
| No                    | Titre                 | Durée                 |                       |                       |                       |                       |                       |                       |                       |
| --------------------- | --------------------- | --------------------- | --------------------- | --------------------- | --------------------- | --------------------- | --------------------- | --------------------- | --------------------- |
| 1.                    | El Moukadima          | 2:03                  |                       |                       |                       |                       |                       |                       |                       |
| 2.                    | Habibi                | 3:43                  |                       |                       |                       |                       |                       |                       |                       |
| 3.                    | Inni Mnih             | 3:23                  |                       |                       |                       |                       |                       |                       |                       |
| 4.                    | Imm El Jacket         | 3:00                  |                       |                       |                       |                       |                       |                       |                       |
| 5.                    | Wajih                 | 3:30                  |                       |                       |                       |                       |                       |                       |                       |
| 6.                    | El Hal Romancy        | 3:45                  |                       |                       |                       |                       |                       |                       |                       |
| 19:33                 |                       |                       |                       |                       |                       |                       |                       |                       |                       |

| Raasük (2013) | Raasük (2013)     | Raasük (2013) | Raasük (2013) | Raasük (2013) | Raasük (2013) | Raasük (2013) | Raasük (2013) | Raasük (2013) | Raasük (2013) |
| No            | Titre             | Durée         |               |               |               |               |               |               |               |
| ------------- | ----------------- | ------------- | ------------- | ------------- | ------------- | ------------- | ------------- | ------------- | ------------- |
| 1.            | Prologue          | 1:20          |               |               |               |               |               |               |               |
| 2.            | Abdo              | 3:17          |               |               |               |               |               |               |               |
| 3.            | Ala Babu          | 4:36          |               |               |               |               |               |               |               |
| 4.            | Taxi              | 2:44          |               |               |               |               |               |               |               |
| 5.            | Skandar Maalouf   | 4:01          |               |               |               |               |               |               |               |
| 6.            | Lil Watan         | 3:36          |               |               |               |               |               |               |               |
| 7.            | Bishuf            | 4:33          |               |               |               |               |               |               |               |
| 8.            | Ma Tetrikini Heik | 2:26          |               |               |               |               |               |               |               |
| 9.            | Raasük            | 4:02          |               |               |               |               |               |               |               |
| 10.           | Wa Nueid          | 5:05          |               |               |               |               |               |               |               |
| 11.           | Bahr              | 3:27          |               |               |               |               |               |               |               |
| 39:12         |                   |               |               |               |               |               |               |               |               |

| Ibn El Leil (2015) | Ibn El Leil (2015) | Ibn El Leil (2015) | Ibn El Leil (2015) | Ibn El Leil (2015) | Ibn El Leil (2015) | Ibn El Leil (2015) | Ibn El Leil (2015) | Ibn El Leil (2015) | Ibn El Leil (2015) |
| No                 | Titre              | Durée              |                    |                    |                    |                    |                    |                    |                    |
| ------------------ | ------------------ | ------------------ | ------------------ | ------------------ | ------------------ | ------------------ | ------------------ | ------------------ | ------------------ |
| 1.                 | Aoede              | 4:37               |                    |                    |                    |                    |                    |                    |                    |
| 2.                 | 3 Minutes          | 4:20               |                    |                    |                    |                    |                    |                    |                    |
| 3.                 | Djin               | 3:17               |                    |                    |                    |                    |                    |                    |                    |
| 4.                 | Icarus             | 4:38               |                    |                    |                    |                    |                    |                    |                    |
| 5.                 | Maghawir           | 5:31               |                    |                    |                    |                    |                    |                    |                    |
| 6.                 | Kalam(S/He)        | 4:06               |                    |                    |                    |                    |                    |                    |                    |
| 7.                 | Tayf(Ghost)        | 4:28               |                    |                    |                    |                    |                    |                    |                    |
| 8.                 | Falyakon           | 4:43               |                    |                    |                    |                    |                    |                    |                    |
| 9.                 | Bint El Khandaq    | 3:27               |                    |                    |                    |                    |                    |                    |                    |
| 10.                | Asnam(Idols)       | 3:09               |                    |                    |                    |                    |                    |                    |                    |
| 11.                | Sadalsuud          | 1:55               |                    |                    |                    |                    |                    |                    |                    |
| 12.                | Ashabi             | 5:10               |                    |                    |                    |                    |                    |                    |                    |
| 13.                | Marrikh            | 4:25               |                    |                    |                    |                    |                    |                    |                    |
| 53:46              |                    |                    |                    |                    |                    |                    |                    |                    |                    |

| The Beirut School (2019) | The Beirut School (2019)                      | The Beirut School (2019) | The Beirut School (2019) | The Beirut School (2019) | The Beirut School (2019) | The Beirut School (2019) | The Beirut School (2019) | The Beirut School (2019) | The Beirut School (2019) |
| No                       | Titre                                         | Durée                    |                          |                          |                          |                          |                          |                          |                          |
| ------------------------ | --------------------------------------------- | ------------------------ | ------------------------ | ------------------------ | ------------------------ | ------------------------ | ------------------------ | ------------------------ | ------------------------ |
| 1.                       | Ashabi                                        | 5:10                     |                          |                          |                          |                          |                          |                          |                          |
| 2.                       | Cavalry                                       | 3:13                     |                          |                          |                          |                          |                          |                          |                          |
| 3.                       | Lil Watan                                     | 3:38                     |                          |                          |                          |                          |                          |                          |                          |
| 4.                       | Radio Romance                                 | 4:04                     |                          |                          |                          |                          |                          |                          |                          |
| 5.                       | Aoede                                         | 4:37                     |                          |                          |                          |                          |                          |                          |                          |
| 6.                       | Taxi                                          | 2:45                     |                          |                          |                          |                          |                          |                          |                          |
| 7.                       | El Mouqadima                                  | 2:16                     |                          |                          |                          |                          |                          |                          |                          |
| 8.                       | Fasateen                                      | 3:03                     |                          |                          |                          |                          |                          |                          |                          |
| 9.                       | Raksit Leila                                  | 1:54                     |                          |                          |                          |                          |                          |                          |                          |
| 10.                      | Shim El Yasmine                               | 5:14                     |                          |                          |                          |                          |                          |                          |                          |
| 11.                      | Inni Mneeh                                    | 3:23                     |                          |                          |                          |                          |                          |                          |                          |
| 12.                      | Salam-Paris Version (Vocals by Róisín Murphy) | 4:04                     |                          |                          |                          |                          |                          |                          |                          |
| 13.                      | 3 Minutes                                     | 4:18                     |                          |                          |                          |                          |                          |                          |                          |
| 14.                      | Roman                                         | 3:42                     |                          |                          |                          |                          |                          |                          |                          |
| 51:21                    |                                               |                          |                          |                          |                          |                          |                          |                          |                          |

### Albums live
| Titre | Details |                  |                                                                             |
| ----- | ------- | ---------------- | --------------------------------------------------------------------------- |
| Titre | Details | Live in Baalbeck | - Date de publication: 7 mai 2013 - Label: Abbout Productions - Format: DVD |